# World of Warcraft: Mists of Pandaria
World of Warcraft: Mists of Pandaria (укр. Світ Воєнного ремесла: Тумани Пандарії) — четверте доповнення до відеогри World of Warcraft, анонсоване 21 жовтня 2011 року на BlizzCon 2011 та випущене 25 вересня 2012 року. З 14 жовтня 2014 року Mists of Pandaria входить до базової гри, подібно до попередніх доповнень.
Події доповнення зосереджені на боротьбі Альянсу та Орди за нововідкритий материк Пандарія, населений расою пандаренів, що тисячі років був схований від решти світу.

## Нововведення

### Основи
В доповненні була повністю перероблена система отримання навичок і талантів, змінені більшість характеристик персонажів. Максимальний рівень персонажа зріс з 85-го до 90-го. На карті світу з'явився новий континент — Пандарія, а його жителі — пандарени, новою ігровою расою. Пандарени можуть взяти новий клас «монах», але спочатку вони є нейтральними й у майбутньому можуть приєднатися як до Альянсу, так і Орди.
У доповненні були введені 6 нових і 3 змінених старих підземелля, а також додані 3 рейдових підземелля. Доступ до нових рейдових підземель відкривається поступово, у міру освоєння гравцями вмісту доповнення.
Стосовно графіки було додано підтримку технології SSAO, збільшено максимальну дальність промальовування локації, деталізацію, та покращено систему тіней і освітлення.

### Раси
Жителі Пандарії — людиноподібні панди — пандарени, культура яких схожа на культуру країн Азії. Вони воліють не втручатися в справи решти світу і дотримуються нейтралітету. У грі це відображено тим, що воїн цієї раси може приєднатися до Орди або Альянсу тільки після досягнення 10-го рівня. Їм доступні наступні класи: Мисливець, Маг, Монах, Жрець, Розбійник, Шаман, Воїн.

### Класи
Доповнення додало клас ігрового персонажа Монах. Монахи можуть розвинутися у майстрів бойових мистецтв або цілителів. Клас доступний для всіх рас, крім гоблінів і ворґенів. Монахи можуть використовувати тканинні або шкіряні обладунки та не можуть користуватися щитами.

### Материк Пандарія

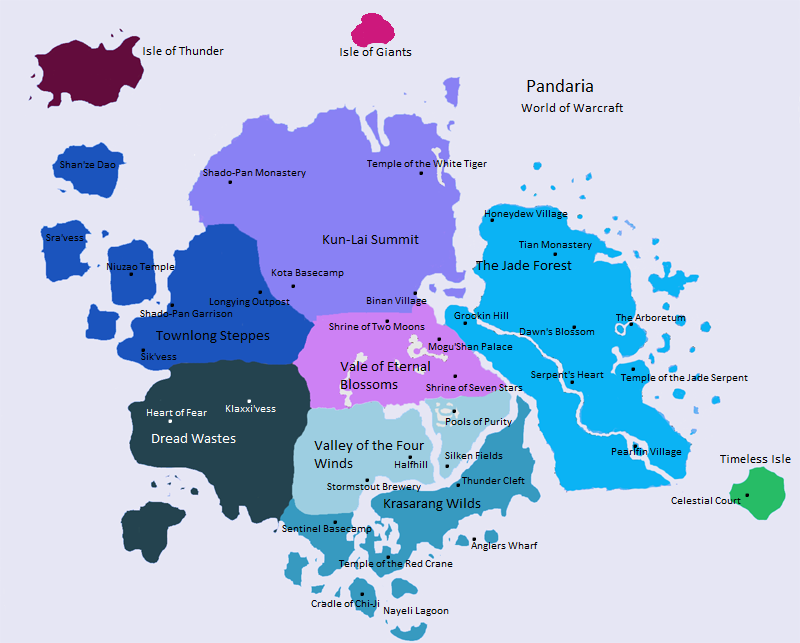
Карта Пандарії у грі

Пандарія розташована на півдні Азероту посеред південної частини океану. Ще до Розколу його було приховано магічним туманом, щоб уникнути загрози високородних ельфів.
У грі материк має 7 зон, кожна з яких призначена для певного рівня гравців: Нефритовий ліс (85-86), Долина Чотирьох вітрів (86-87), Красарангійські мангри (86-87), вершина Кун-Лай (87-88), Танлунзькі степи (88-89), Жахливі пустища (89-90), долина Вічного цвітіння (90). Також там розташовані дві зони зі світовими босами: острів Грому і Позачасовий острів.

## Сюжет
Коли дракона Смертекрила було здолано, вождь Орди Ґаррош Пеклокрик став розширювати землі своєї фракції. В ході  морської битви між Альянсом та Ордою було виявлено материк, не позначений на жодних картах. В прагненні заволодіти багатствами нових земель, обидві фракції зіткнулися з її корінними жителями, пандаренами.
Проте їхня поява призвела до пробудження Ша — фізичного втілення негативних емоцій. До того ж колишні володарі Пандарії, раса моґу, стала готувати відродження своєї імперії. Збираючи магічні артефакти в стародавніх руїнах, моґу планують воскресити свого імператора Лей-Шеня і заволодіти материком.